# Canton de Riscle
Le canton de Riscle est une ancienne division administrative française située dans le département du Gers et la région Midi-Pyrénées.
Depuis le redécoupage cantonal de 2014, Riscle est devenu le bureau centralisateur du nouveau canton d'Adour-Gersoise.

## Géographie
Ce canton était organisé autour de Riscle dans l'arrondissement de Mirande. Son altitude variait de 76 m (Barcelonne-du-Gers) à 250 m (Viella) pour une altitude moyenne de 147 m.

## Composition
Le canton de Riscle regroupait vingt et une communes et comptait 7 086 habitants (population municipale) au 1er janvier 2012.
| Communes           | Population (2012) | Code postal | Code Insee |
| ------------------ | ----------------- | ----------- | ---------- |
| Arblade-le-Bas     | 109               | 32720       | 32004      |
| Aurensan           | 129               | 32400       | 32017      |
| Barcelonne-du-Gers | 1 303             | 32720       | 32027      |
| Bernède            | 204               | 32400       | 32046      |
| Caumont            | 103               | 32400       | 32093      |
| Corneillan         | 147               | 32400       | 32108      |
| Gée-Rivière        | 51                | 32720       | 32145      |
| Labarthète         | 137               | 32400       | 32170      |
| Lannux             | 199               | 32400       | 32192      |
| Lelin-Lapujolle    | 207               | 32400       | 32209      |
| Maulichères        | 185               | 32400       | 32244      |
| Maumusson-Laguian  | 165               | 32400       | 32245      |
| Projan             | 142               | 32400       | 32333      |
| Riscle             | 1 675             | 32400       | 32344      |
| Saint-Germé        | 443               | 32400       | 32378      |
| Saint-Mont         | 319               | 32400       | 32398      |
| Ségos              | 234               | 32400       | 32424      |
| Tarsac             | 161               | 32400       | 32439      |
| Vergoignan         | 251               | 32720       | 32460      |
| Verlus             | 97                | 32400       | 32461      |
| Viella             | 560               | 32400       | 32463      |

## Administration

### Conseillers généraux de 1833 à 2015
| Période | Période      | Identité                                             | Étiquette              | Qualité |
| ------- | ------------ | ---------------------------------------------------- | ---------------------- | --- |
| 1833    | 1838 (décès) | Comte Casimir d'Angosse                              | Centre droit           | Auditeur au Conseil d'État, Sous-Préfet Propriétaire dans le Vic-Bilh Ancien député des Basses-Pyrénées                                      |
| 1839    | 1848         | Jean Lacave-Laplagne                                 | Majorité ministérielle | Conseiller-maître à la Cour des Comptes Ministre des Finances Député (1834-1848 et 1849)                                                     |
| 1848    | 1852         | Pierre Jules Demandes (1804-1864)                    |                        | Rentier, ancien officier de la Marine marchande Maire de Verlus                                                                              |
| 1852    | 1856 (décès) | Jean-Baptiste Jacques Dufaur de Montfort (1793-1856) |                        | Directeur des contributions indirectes Propriétaire à Riscle                                                                                 |
| 1857    | 1861         | Isidore Dupouy                                       |                        | Avocat à Riscle |
| 1861    | 1883         | Louis Lacave-Laplagne (fils de J.Lacave-Laplagne)    | Droite                 | Propriétaire, auditeur au Conseil d'État Député (1871-1876) Sénateur (1876-1897)                                                             |
| 1883    | 1889         | Comte Adrien Lannes de Montebello                    | Républicain            | Propriétaire à Paris Chef de cabinet de Léon Say Député de la Marne (1893-1906 et 1910-1914)                                                 |
| 1889    | 1895         | Louis Lacave-Laplagne                                | Droite                 | Sénateur (1876-1897) |
| 1895    | 1901         | Victor Alem                                          | Républicain            | Médecin à Viella, propriétaire à Boulaur |
| 1901    | 1910 (décès) | Isidore Loumaigne                                    | Républicain            | Médecin, maire de Riscle |
| 1910    | 1916 (décès) | André Loumaigne (fils du précédent)                  | Républicain            | Docteur en médecine à Riscle Mort pour la France à Monastir (Serbie)                                                                         |
| 1916    | 1919         | siège vacant                                         |                        | |
| 1919    | 1940         | Sylvain Loumaigne (1884-1966) (frère du précédent)   | Républicain puis Rad.  | Médecin Maire de Riscle (1925-1959) Membre de la Commission administrative départementale (1941-1943) Nommé conseiller départemental en 1943 |
|         |              |                                                      |                        | |
| 1945    | 1961         | Sylvain Loumaigne                                    | Rad.                   | Médecin Maire de Riscle |
| 1961    | 1979         | Raoul Demandes                                       | Rad. puis DVD puis UDF | Avocat Maire de Riscle (1959-1977) |
| 1979    | 1998         | Gilles Galabert                                      | PS                     | Chef d'entreprise, conseiller municipal de Riscle                                                                                            |
| 1998    | 2004         | Jean-Claude Eugène                                   | DVD                    | Assureur Maire de Riscle de 1989 à 2008 |
| 2004    | 2015         | Guy Darrieux                                         | PS                     | Médecin généraliste Maire de Riscle (2008-2014)                                                                                              |

### Conseillers d'arrondissement (de 1833 à 1940)
| Période                                  | Période      | Identité                                           | Étiquette         | Qualité |
| ---------------------------------------- | ------------ | -------------------------------------------------- | ----------------- | --- |
| 1833                                     | 1842         | Casimir Gabriel, Vicomte de Corneillan (1802-1870) |                   | Propriétaire à Saint-Germé                                                                                  |
| 1842                                     | 1848         | Pierre Ducastaing                                  |                   | Juge de paix à Riscle                                                                                       |
|                                          |              |                                                    |                   | |
| 1883                                     |              | M. Lignac                                          | Républicain       | Médecin |
|                                          |              |                                                    |                   | |
|                                          | 1899 (décès) | M. Dulac                                           |                   | |
| 1899                                     | 1934         | Pierre Louis Jaudet                                | SFIO puis Radical | Suppléant du juge de paix à Riscle                                                                          |
| 1934                                     | 1940         | Émile-Fernand Larrouy                              | Conc.rép.         | Propriétaire à Riscle                                                                                       |
| 1940                                     |              |                                                    |                   | Les conseils d'arrondissement ont été suspendus par la loi du 12 octobre 1940 et n'ont jamais été réactivés |
| Les données manquantes sont à compléter. |              |                                                    |                   | |

## Démographie
| 1962  | 1968  | 1975  | 1982  | 1990  | 1999  | 2006  | 2011  | 2012  |
| ----- | ----- | ----- | ----- | ----- | ----- | ----- | ----- | ----- |
| 7 367 | 7 470 | 7 022 | 7 042 | 7 034 | 6 821 | 6 919 | 7 085 | 7 086 |